# فرانسيسكو خوسيه دي كالداس
فرانسيسكو خوسيه دي كالداس (بالإسبانية: Francisco José de Caldas)‏ (و. 1768 – 1816 م) هو عالم نبات، ومهندس، وصحفي، وعالم فلك، ومحامي من كولومبيا . ولد في بوبايان .
توفي في بوغوتا، عن عمر يناهز 48 عاماً.

## التعليم
تعلم في Universidad del Rosario (Colombia) ‏